# 오구노촌
오구노촌(大久野村)은 도쿄도 니시타마군에 설치되었던 촌이다. 현재의 히노데정에 해당한다.